# Публічна бібліотека «Сузір’я»
Публічна бібліотека «Сузір'я» Оболонського району м. Києва.

## Опис
Площа приміщення бібліотеки — 450 м², книжковий фонд — 25,5 тис. примірників.
Щорічно обслуговує 4,1 тис. користувачів, кількість відвідувань за рік — 20,0 тис., книговидач — 85,0 тис. примірників.

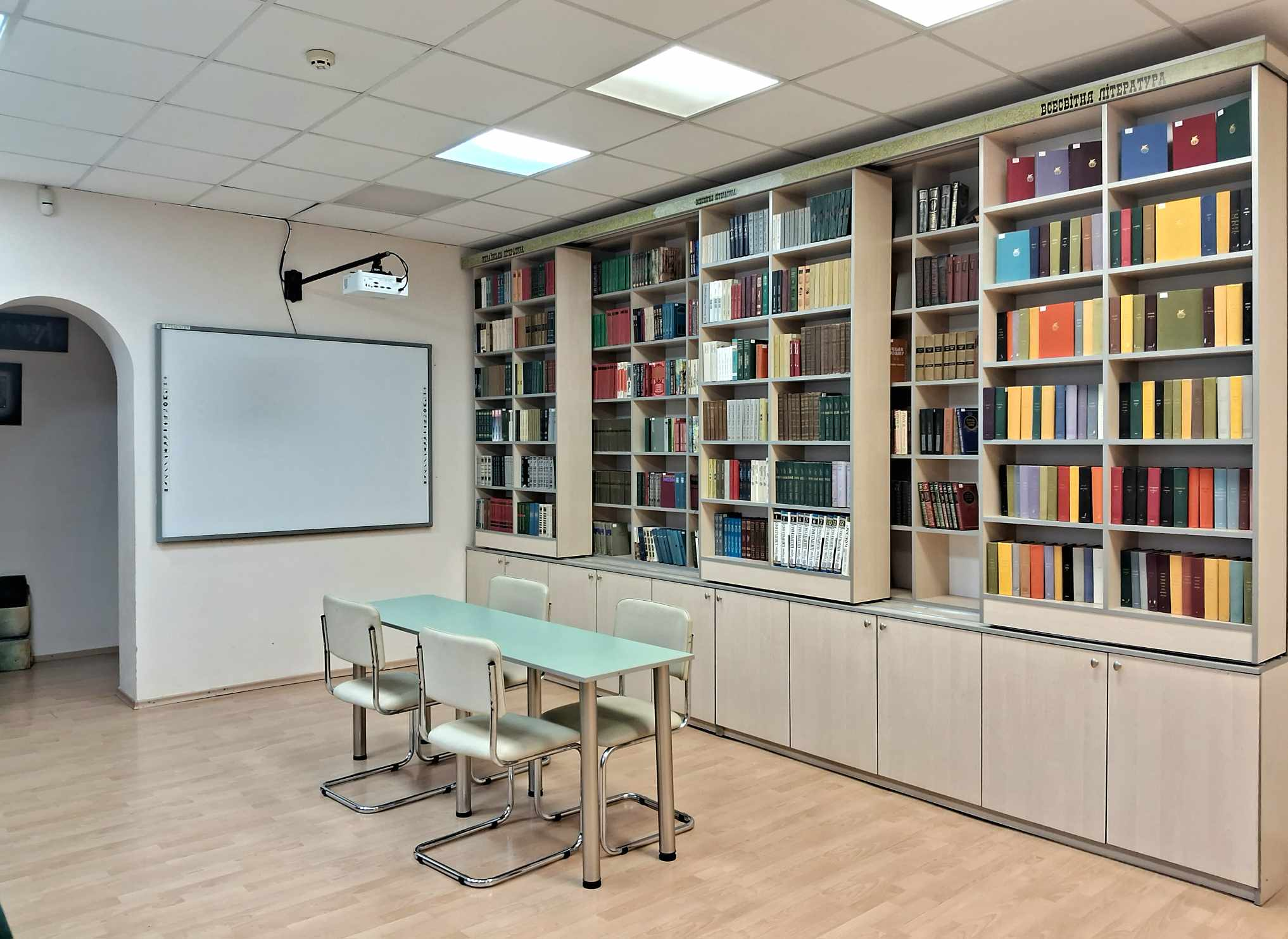
Публічна бібліотека «Сузір'я»

Бібліотечне обслуговування: абонемент, читальний зал, доступ до інформаційних ресурсів через мережу Інтернет; доступ до електронного каталогу; консультативна допомога бібліографа; тематичні бібліографічні ресурси з актуальних питань; творчі акції, зустрічі з цікавими людьми тощо.

## Історія
24 листопада 2023 року Київська міська рада перейменувала публічну бібліотеку імені Анни Ахматової на публічну бібліотеку "Сузір'я.

## Транспорт
Транспорт: Автобуси: 32, 72 -їхати до зупинки " Кінотеатр «Кадр» "
Тролейбуси: 18, 6, 25, 28 -їхати до зупинки « Кінотеатр „Кадр“»
Трамваї: 12, 19 — їхати до зупинки «Інститут ім. Бакуля»
Маршрутні таксі: 219, 181, 525, 420, 537, 159, 227 -їхати до зупинки « Кінотеатр „Кадр“»